# ジェラール・シヴァルディ

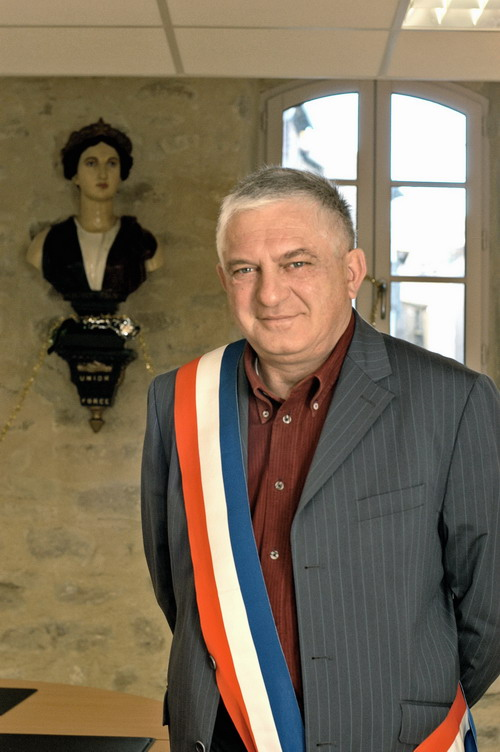
ジェラール・シヴァルディ

ジェラール・シヴァルディ（シバルディ、Gérard Schivardi、1950年4月17日 - ）は、フランスの政治家、左官職人。トロツキスト政党・労働党Parti des Travailleursに所属。マイアック Mailhac市長。2007年フランス大統領選挙に同党から立候補するが、第一回投票では、得票12万3540票（0.34パーセント）で全候補者中、最下位に終わった。
1950年オード県ナルボンヌに生まれる。1970年から左官職人として働き始める。1973年から1988年までオード県の左官職人組合理事長を務めた。1975年フランス社会党に入党する。1989年マイアック市議会議員選挙に立候補する。1995年同市第二副市長を経て、2001年マイアック市長選挙に立候補する。ジヴァルディは、市民サービスの向上と、コミューンの独立性を主張し当選する。
2002年労働党のダニエル・グリュックスタンと出会い、彼に共鳴し、2002年フランス大統領選挙では、グリュックスタン陣営に参加した。2003年7月Ginestas州議会議員に当選、同時に社会党を離党する。シヴァルディは、独立社会主義者を自称し、無所属、無党派の立場を取る。欧州憲法批准問題では反対の立場に立ち、2003年9月20日欧州憲法反対派を糾合し、「拒否の勝利全国委員会」Comité national pour la victoire du vote NONを設立した。2004年「市民サービス・コミューン防衛全国委員会」Comité de défense des communes et des services publicsを設立。同年11月18日「民主主義再獲得委員会」Comité National pour la reconquête de la démocratieの支持候補に選出された。
2007年大統領選挙に立候補した。